# Palazzo Pacanowski
Der Palazzo Pacanowski (ehemals Palazzo SIP) ist ein modernes Gebäude aus den 1960er-Jahren auf dem Hügel von Pizzofalcone im Viertel San Ferdinando in Neapel in der italienischen Region Kampanien. Er liegt in der Via Generale Luigi Parisi, 13.

## Geschichte und Beschreibung
Ende der 1950er-Jahre legte die Società Esercizi Telefonici (SET) einen Architekturwettbewerb für den Bau einer neuen Telefonzentrale in der Hauptstadt Kampaniens auf. Diesen Wettbewerb gewann Davide Pacanowski, ein Architekt, der in Neapel sehr aktiv war; er entwarf ein Gebäude in U-Form mit einem Innenhofgarten in der Mitte, der offen zum Meer hin sein sollte. Dieses Gebäude wurde in den Jahren 1959–1966 errichtet.
Im Oktober 2010 wurde der Palast Sitz der Universität Neapel Parthenope mit ihrer juristisch-wirtschaftlichen Fakultät.
Das Gebäude hat zehn Stockwerke, von denen vier unterirdisch sind. Sie ermöglichen den Zugang zu einer alten Tuffsteinhöhle des genutzten Berges, um dort die Telefonanlagen und die Servicemaschinerie unterzubringen. Von außen besteht das Gebäude aus Fenster- und Stahlbetonbändern.